# Скабиоза тёмно-пурпурная
Скабиоза тёмно-пурпурная (лат. Scabiosa atropurpurea) — травянистое растение, вид цветковых растений семейства жимолостных (Caprifoliaceae). Согласно данным GBIF таксон признан подвидом Sixalix atropurpurea subsp. atropurpurea — сиксаликса чёрно-пурпурового.

## Этимология
Видовой эпитет происходит от лат. atropurpurea — «тёмно-пурпурный».

## Описание
Двухлетнее (редко однолетнее или многолетнее) травянистое растение. Почти голый разветвленный стебель 20–60 (100) см высотой. Имеет противоположные листья, зеленоватые, голые или с щетинистыми волосками, нижние — на длинных черешках, 15–200 × 3–70 мм. Цветы размещены у изголовья до 3 см в ширину. Лепестки от сиреневых до тёмно-фиолетовых. Цветёт с поздней весны до середины лета, иногда до первых заморозков.

## Распространение
Скабиоза тёмно-пурпурная родом из Южной Европы. Произрастает в диком виде:
- Северная Африка: Алжир, Ливия, Марокко, Тунис;
- Западная Азия: Турция;
- Южная Европа: Албания, Болгария, территория бывшей Югославии, Греция, Италия, Франция, Португалия, Испания.

Натурализирована в Австралии, Новой Зеландии, США, Аргентине, Чили, Уругвае, Эквадоре.
Это растение стало инвазивным видом за пределами своего естественного ареала, включая американский штат Калифорния. Оно считается одним из наиболее часто регистрируемых сорняков Южной Австралии.
Произрастает на лугах, на побережье и на обочинах дорог, в основном на каменистых и сухих почвах. Также культивируется в цветоводстве в декоративных целях.

## Галерея

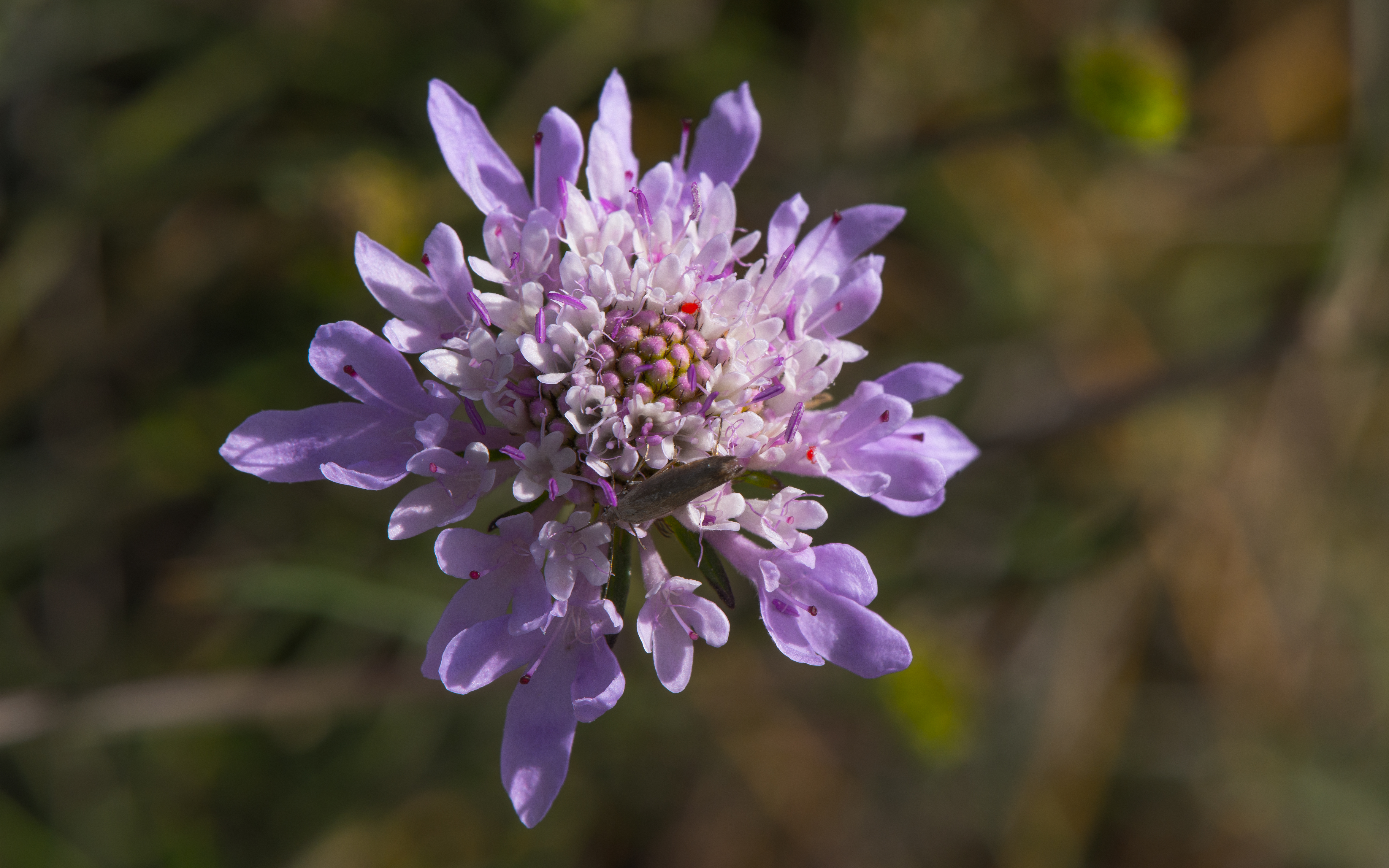
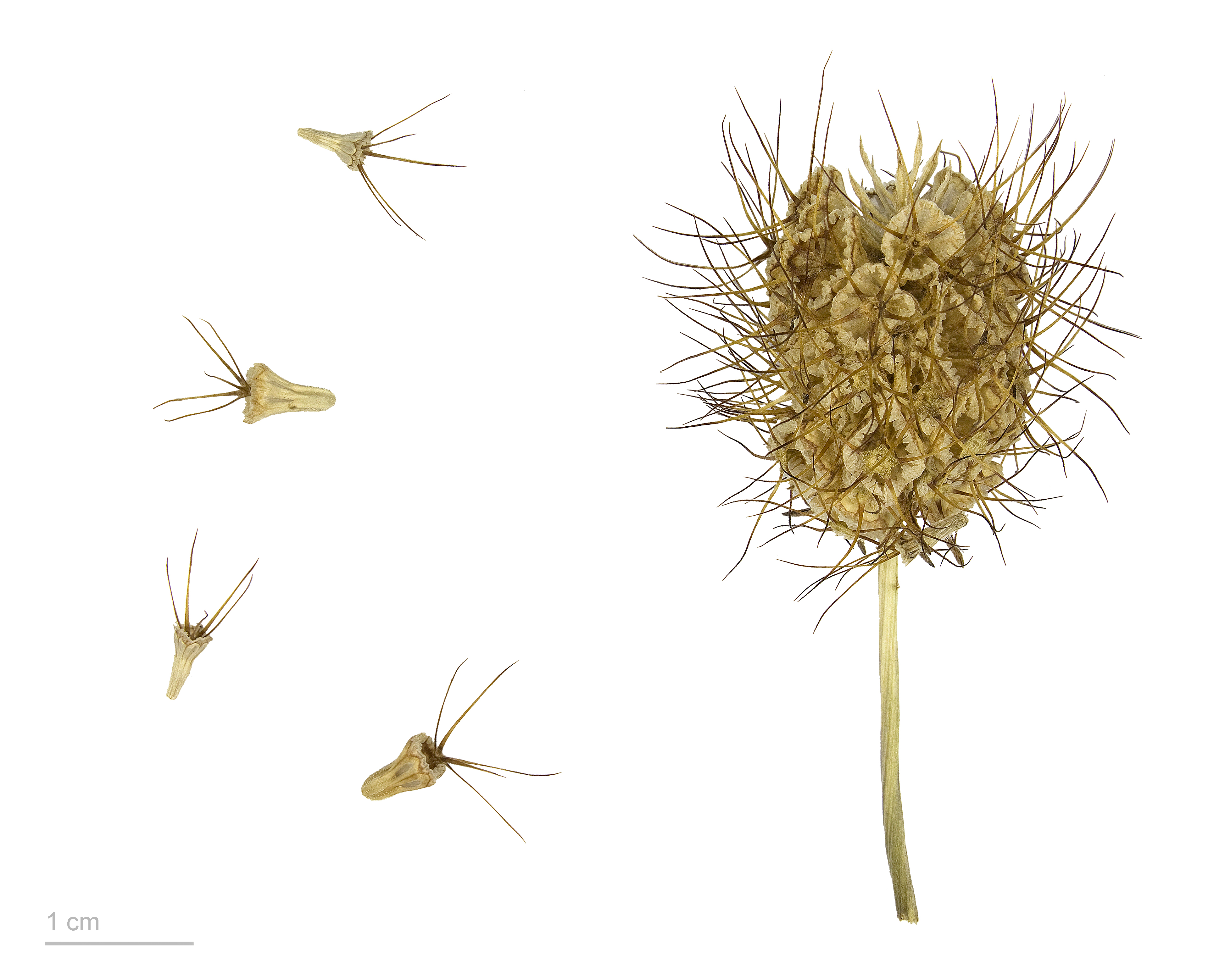
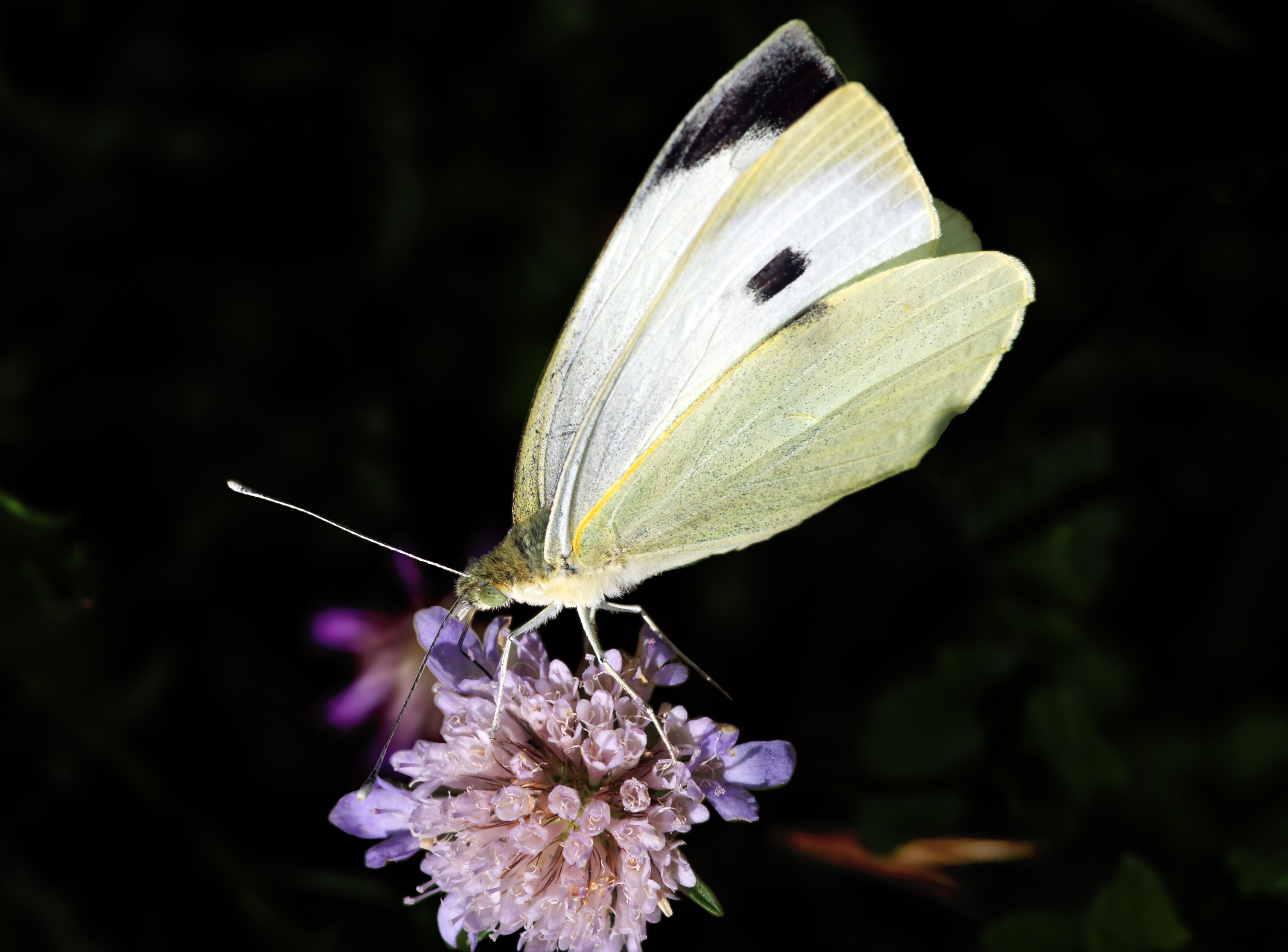